# George Laurence
George Craig Laurence est un physicien nucléaire canadien né le 21 janvier 1905 à Charlottetown (Île-du-Prince-Édouard) et mort le 6 novembre 1987 à Deep River (Ontario). Il étudie la physique à l'Université Dalhousie, puis à l'Université de Cambridge sous la direction du physicien britannique Ernest Rutherford.

## Biographie
En 1930, il travaille en tant que physicien spécialisé en radium et dans les rayons X auprès du Conseil national de recherches Canada. Au début de la Seconde Guerre mondiale, (1939-1940), il tente de construire un réacteur nucléaire graphite-uranium à Ottawa, anticipant de plusieurs mois les travaux de l'Italien Enrico Fermi. En 1942, il rejoint l'équipe de recherche nucléaire anglo-française du Laboratoire de Montréal, où il est nommé responsable du recrutement des scientifiques canadiens. Le laboratoire est par la suite transféré à Chalk River, où est construit le réacteur ZEEP, le premier de la sorte à naître en dehors des États-Unis.
En 1946-1947, il fait partie de la délégation canadienne au sein de la Commission de l'énergie atomique des Nations Unies. De 1950 à 1961, il retourne travailler au Laboratoire de Montréal où il poursuit ses recherches, en parallèle de quoi il continuait ses travaux au Laboratoire de Chalk River. En 1961, il devient le président de la Commission canadienne de sûreté nucléaire, poste qu'il conserve jusqu'en 1970.
Une rue de Deep River, en Ontario, est renommée Laurence Court en son honneur. Un an après sa mort, en 1988, l'American Nuclear Society (ANS) crée une récompense qui porte son nom, le George C. Laurence Pioneering Award. Il récompense annuellement les physiciens qui ont travaillé à améliorer la sûreté nucléaire.

## Publications
Early Years of Nuclear Energy Research in Canada par George C. Laurence sur Wayback Machine

## Archives
Bibliothèque et Archives Canada possède un fonds d'archives dédié à George Laurence. La cote archivistique est R15952.

## Lectures complémentaires
James H. Marsh, L'Encyclopédie canadienne, vol. II, Edmonton, Hurtig Publishers, 1988, 2e éd., 2736 p. (ISBN 0888303270, lire en ligne)